# Paul Smyth
Paul Patrick Smyth (Belfast, 10 settembre 1997) è un calciatore nordirlandese, attaccante del QPR.

## Caratteristiche tecniche
È un centravanti.

## Carriera

### Club
Ha giocato nella prima divisione nordirlandese e nella seconda divisione inglese.

### Nazionale
Ha giocato nelle nazionali giovanili nordirlandesi Under-19 ed Under-21.
Il 24 marzo 2018 ha esordito con la nazionale nordirlandese disputando l'amichevole vinta 2-1 contro Corea del Sud grazie ad una su rete all'86'.

## Statistiche

### Presenze e reti nei club
Statistiche aggiornate all'8 marzo 2025.
| Stagione                  | Squadra                   | Campionato                | Campionato | Campionato | Coppe nazionali | Coppe nazionali | Coppe nazionali | Coppe continentali | Coppe continentali | Coppe continentali | Altre coppe | Altre coppe | Altre coppe | Totale | Totale | Totale |
| Stagione                  | Squadra                   | Comp                      | Pres       | Reti       | Comp            | Pres            | Reti            | Comp               | Pres               | Reti               | Comp        | Pres        | Reti        | Pres   | Reti   |        |
| ------------------------- | ------------------------- | ------------------------- | ---------- | ---------- | --------------- | --------------- | --------------- | ------------------ | ------------------ | ------------------ | ----------- | ----------- | ----------- | ------ | ------ | ------ |
| 2015-2016                 | Linfield                  | PL                        | 15+4       | 4+1        | CI              | 1               | 0               | -                  | -                  | -                  | -           | -           | -           | 20     | 5      |        |
| 2016-2017                 | Linfield                  | PL                        | 25+4       | 6+2        | CI              | 1               | 0               | UEL                | 2                  | 0                  | -           | -           | -           | 32     | 8      |        |
| lug.-ago. 2017            | Linfield                  | PL                        | 4          | 1          | CI              | -               | -               | UCL                | 4                  | 0                  | -           | -           | -           | 8      | 1      |        |
| Totale Linfield           | Totale Linfield           | Totale Linfield           | 44+8       | 11+3       |                 | 2               | 0               |                    | 6                  | 0                  |             | -           | -           | 60     | 14     |        |
| 2017-2018                 | QPR                       | FLC                       | 13         | 2          | FACup+CdL       | 1+0             | 0               | -                  | -                  | -                  | -           | -           | -           | 14     | 2      |        |
| 2018-gen. 2019            | QPR                       | FLC                       | 3          | 0          | FACup+CdL       | 0+2             | 0               | -                  | -                  | -                  | -           | -           | -           | 5      | 0      |        |
| gen.-giu. 2019            | Accrington Stanley        | FL1                       | 15         | 3          | FACup+CdL       | 1+0             | 0               | -                  | -                  | -                  | -           | -           | -           | 16     | 3      |        |
| 2019-2020                 | Wycombe                   | FL1                       | 19         | 1          | FACup+CdL       | 1+0             | 0               | -                  | -                  | -                  | FLT         | 1           | 0           | 21     | 1      |        |
| ago.-ott. 2020            | QPR                       | FLC                       | 3          | 0          | FACup+CdL       | 0+1             | 0               | -                  | -                  | -                  | -           | -           | -           | 4      | 0      |        |
| ott. 2020-gen. 2021       | Charlton                  | FL1                       | 14         | 1          | FACup+CdL       | -               | -               | -                  | -                  | -                  | FLT         | -           | -           | 14     | 1      |        |
| gen.-giu. 2021            | Accrington Stanley        | FL1                       | 21         | 3          | FACup+CdL       | -               | -               | -                  | -                  | -                  | -           | -           | -           | 21     | 3      |        |
| Totale Accrington Stanley | Totale Accrington Stanley | Totale Accrington Stanley | 36         | 6          |                 | 1               | 0               |                    | -                  | -                  |             | -           | -           | 37     | 6      |        |
| 2021-2022                 | Leyton Orient             | FL2                       | 24         | 3          | FACup+CdL       | 1+0             | 0               | -                  | -                  | -                  | FLT         | 1           | 1           | 26     | 4      |        |
| 2022-2023                 | Leyton Orient             | FL2                       | 38         | 10         | FACup+CdL       | 1+1             | 0               | -                  | -                  | -                  | FLT         | 2           | 0           | 42     | 10     |        |
| Totale Leyton Orient      | Totale Leyton Orient      | Totale Leyton Orient      | 62         | 13         |                 | 3               | 0               |                    | -                  | -                  |             | 3           | 1           | 68     | 14     |        |
| 2023-2024                 | QPR                       | FLC                       | 44         | 3          | FACup+CdL       | 1+0             | 0               | -                  | -                  | -                  | -           | -           | -           | 45     | 3      |        |
| 2024-2025                 | QPR                       | FLC                       | 36         | 1          | FACup+CdL       | 1+3             | 0+1             | -                  | -                  | -                  | -           | -           | -           | 40     | 2      |        |
| Totale QPR                | Totale QPR                | Totale QPR                | 99         | 6          |                 | 9               | 1               |                    | -                  | -                  |             | -           | -           | 108    | 7      |        |
| Totale carriera           | Totale carriera           | Totale carriera           | 282        | 41         |                 | 16              | 1               |                    | 6                  | 0                  |             | 4           | 1           | 308    | 43     |        |

### Cronologia presenze e reti in nazionale
| Cronologia completa delle presenze e delle reti in nazionale ― Irlanda del Nord | Cronologia completa delle presenze e delle reti in nazionale ― Irlanda del Nord | Cronologia completa delle presenze e delle reti in nazionale ― Irlanda del Nord | Cronologia completa delle presenze e delle reti in nazionale ― Irlanda del Nord | Cronologia completa delle presenze e delle reti in nazionale ― Irlanda del Nord | Cronologia completa delle presenze e delle reti in nazionale ― Irlanda del Nord | Cronologia completa delle presenze e delle reti in nazionale ― Irlanda del Nord | Cronologia completa delle presenze e delle reti in nazionale ― Irlanda del Nord |
| Data                                                                            | Città                                                                           | In casa                                                                         | Risultato                                                                       | Ospiti                                                                          | Competizione                                                                    | Reti                                                                            | Note                                                                            |
| ------------------------------------------------------------------------------- | ------------------------------------------------------------------------------- | ------------------------------------------------------------------------------- | ------------------------------------------------------------------------------- | ------------------------------------------------------------------------------- | ------------------------------------------------------------------------------- | ------------------------------------------------------------------------------- | ------------------------------------------------------------------------------- |
| 23-3-2018                                                                       | Belfast                                                                         | Irlanda del Nord                                                                | 2 – 1                                                                           | Corea del Sud                                                                   | Amichevole                                                                      | 1                                                                               | 82’ 86’                                                                         |
| 30-5-2018                                                                       | Panama                                                                          | Panama                                                                          | 0 – 0                                                                           | Irlanda del Nord                                                                | Amichevole                                                                      | -                                                                               | 71’                                                                             |
| 3-6-2021                                                                        | Dnipro                                                                          | Ucraina                                                                         | 1 – 0                                                                           | Irlanda del Nord                                                                | Amichevole                                                                      | -                                                                               | 68’                                                                             |
| 7-9-2023                                                                        | Lubiana                                                                         | Slovenia                                                                        | 4 – 2                                                                           | Irlanda del Nord                                                                | Qual. Euro 2024                                                                 | -                                                                               | 76’                                                                             |
| 10-9-2023                                                                       | Astana                                                                          | Kazakistan                                                                      | 1 – 0                                                                           | Irlanda del Nord                                                                | Qual. Euro 2024                                                                 | -                                                                               | 46’                                                                             |
| 14-10-2023                                                                      | Belfast                                                                         | Irlanda del Nord                                                                | 3 – 0                                                                           | San Marino                                                                      | Qual. Euro 2024                                                                 | 1                                                                               | 63’                                                                             |
| 17-10-2023                                                                      | Belfast                                                                         | Irlanda del Nord                                                                | 0 – 1                                                                           | Slovenia                                                                        | Qual. Euro 2024                                                                 | -                                                                               | 60’ 63’                                                                         |
| 20-11-2023                                                                      | Belfast                                                                         | Irlanda del Nord                                                                | 2 – 0                                                                           | Danimarca                                                                       | Qual. Euro 2024                                                                 | -                                                                               | 78’                                                                             |
| 26-3-2024                                                                       | Glasgow                                                                         | Scozia                                                                          | 0 – 1                                                                           | Irlanda del Nord                                                                | Amichevole                                                                      | -                                                                               | 82’                                                                             |
| 11-6-2024                                                                       | Murcia                                                                          | Irlanda del Nord                                                                | 2 – 0                                                                           | Andorra                                                                         | Amichevole                                                                      | -                                                                               | 61’                                                                             |
| 5-9-2024                                                                        | Belfast                                                                         | Irlanda del Nord                                                                | 2 – 0                                                                           | Lussemburgo                                                                     | UEFA Nations League 2024-2025 - 1º turno                                        | -                                                                               | 82’                                                                             |
| 8-9-2024                                                                        | Plovdiv                                                                         | Bulgaria                                                                        | 1 – 0                                                                           | Irlanda del Nord                                                                | UEFA Nations League 2024-2025 - 1º turno                                        | -                                                                               | 73’                                                                             |
| 12-10-2024                                                                      | Zalaegerszeg                                                                    | Bielorussia                                                                     | 0 – 0                                                                           | Irlanda del Nord                                                                | UEFA Nations League 2024-2025 - 1º turno                                        | -                                                                               | 83’                                                                             |
| 15-10-2024                                                                      | Belfast                                                                         | Irlanda del Nord                                                                | 5 – 0                                                                           | Bulgaria                                                                        | UEFA Nations League 2024-2025 - 1º turno                                        | -                                                                               | 74’                                                                             |
| 15-11-2024                                                                      | Belfast                                                                         | Irlanda del Nord                                                                | 2 – 0                                                                           | Bielorussia                                                                     | UEFA Nations League 2024-2025 - 1º turno                                        | -                                                                               | 75’                                                                             |
| 18-11-2024                                                                      | Lussemburgo                                                                     | Lussemburgo                                                                     | 2 – 2                                                                           | Irlanda del Nord                                                                | UEFA Nations League 2024-2025 - 1º turno                                        | -                                                                               | 89’                                                                             |
| 21-3-2025                                                                       | Belfast                                                                         | Irlanda del Nord                                                                | 1 – 1                                                                           | Svizzera                                                                        | Amichevole                                                                      | -                                                                               | 40’ 56’                                                                         |
| 25-3-2025                                                                       | Solna                                                                           | Svezia                                                                          | 5 – 1                                                                           | Irlanda del Nord                                                                | Amichevole                                                                      | -                                                                               | 78’                                                                             |
| 7-6-2025                                                                        | Copenaghen                                                                      | Danimarca                                                                       | 2 – 1                                                                           | Irlanda del Nord                                                                | Amichevole                                                                      | -                                                                               | 72’                                                                             |
| 10-6-2025                                                                       | Belfast                                                                         | Irlanda del Nord                                                                | 1 – 0                                                                           | Islanda                                                                         | Amichevole                                                                      | -                                                                               | 46’                                                                             |
| Totale                                                                          |                                                                                 | Presenze                                                                        | 20                                                                              |                                                                                 | Reti                                                                            | 2                                                                               |                                                                                 |

## Palmarès

### Club

#### Competizioni nazionali
- Campionato nordirlandese: 1

Linfield: 2016-2017
- Irish Cup: 1

Linfield: 2016-2017
- Campionato inglese di quarta divisione: 1

Leyton Orient: 2022-2023